# Entomogramma radiata
Entomogramma radiata là một loài bướm đêm trong họ Erebidae.